# Mynes dohertyi
Mynes dohertyi är en fjärilsart som beskrevs av Holland 1893. Mynes dohertyi ingår i släktet Mynes och familjen praktfjärilar. Inga underarter finns listade i Catalogue of Life.